# Lijst van burgemeesters van Etten-Leur
Dit is een lijst van burgemeesters van de Nederlandse gemeente Etten-Leur in de provincie Noord-Brabant.
Voor 1968 heette de gemeente: Etten en Leur.
| Ambtsperiode                        | Portret                                      | Naam burgemeester                 | Partij of stroming | Bijzonderheden      |
| ----------------------------------- | -------------------------------------------- | --------------------------------- | ------------------ | ------------------- |
| 1822 - 1832                         |                                              | J. van de Riet                    |                    | schout/burgemeester |
| 1832 - 1845                         |                                              | H. Schrauwen                      |                    |                     |
| 1845 - 1885                         |                                              | L. van Aert                       |                    |                     |
| 1885 - 1908                         |                                              | W.J.B. van Glabbeek               |                    |                     |
| 1908 - 1930                         |                                              | J.A.M.J. Beretta                  |                    |                     |
| 1930 - 11 december 1943             |                                              | H.A.L. Hamilton                   |                    |                     |
| 11 december 1943 - 5 september 1944 |                                              | G.T.C. Schuerman                  | NSB                |                     |
| 30 oktober 1944 - 16 december 1945  |                                              | W.R.V. Weijers                    |                    | waarnemend          |
| 16 december 1945 - 1 mei 1952       | Charles van Rooy 1960 (1)                    | Charles (Ch.J.M.A.) van Rooy      | KVP                |                     |
| 1952 - 1960                         | Prinses Irene met burgemeester J.P. Godwaldt | Jan (J.P.) Godwaldt               | KVP                |                     |
| 1960 - 1976                         | Burgemeester A.J.A. Oderkerk (1965)          | A.J.A. Oderkerk                   | KVP                |                     |
| 1 februari 1977 - 22 april 1987     | Frank Houben (1987)                          | Frank (F.J.M.) Houben             | KVP/CDA            |                     |
| 1988 - 1 april 1999                 |                                              | Mart (M.J.H.) van de Ven          | CDA                |                     |
| 1 mei 1999 - 2008                   |                                              | Hans (J.A.M.) van Agt             | CDA                |                     |
| 1 september 2008 - 1 december 2017  |                                              | Hélène (H.) van Rijnbach-de Groot | CDA                |                     |
| 20 december 2017 - 31 december 2022 |                                              | Miranda (M.W.M.) de Vries         | PvdA               |                     |
| 1 januari 2023 - 25 september 2023  | MLVerheijen2023                              | Mark (M.L.) Verheijen             | VVD                | waarnemend          |
| 26 september 2023 - heden           |                                              | Marina (M.C.) Starmans-Gelijns    | VVD                |                     |